# Богдановська сільська рада (Балтачевський район)
Богдановська сільська рада (рос. Богдановский сельский совет) — муніципальне утворення у складі Балтачевського району Башкортостану, Росія. Адміністративний центр — присілок Старотимкино.
Станом на 2002 рік центром сільради було село Богданово.

## Населення
Населення — 725 осіб (2019, 959 в 2010, 975 в 2002).

## Склад
До складу поселення входять такі населені пункти:
| Населений пункт        | Населення, осіб (2002) | Населення, осіб (2010) |
| ---------------------- | ---------------------- | ---------------------- |
| Богданово, село        | 453                    | 454                    |
| Новотимкино, присілок  | 0                      | -                      |
| Старотимкино, присілок | 522                    | 505                    |